# Larry Ronald Noblick
Prof. Dr. Larry Ronald Noblick (1948 ) est un botaniste américain, qui a travaillé en taxonomíe au Brésil; en développant son activité académique dans le « Département de Biologie Végétale », de l'Université d'État de l'Ohio. Et aussi, à partir de 1990 au Fairchild Tropical Garden.
En mars 1980, le Professeur Larry Ronald Noblick fonde l'Herbario de l'« Université d'État de Feira de Santana », et il a été son premier conservateur.

## Quelques publications
- 1991. The Indigenous Palms of the State of Bahia, Brazil. Ed. Univ. of Illinois at Chicago, 523 pp.

- 1977. An Annotated List of the Herbarium Specimens of the Maria Mitchell Association: Dept. of Naturel Science, Nantucket, Massachusetts. Ed. Rand Press, 222 pp.

- 1973. Wahkeena Ferns. Avec William T. Schultz. Ed. Ohio Historical Soc. 16 pp.

- 1972. The Plant Communities and Vascular Flore of Conkle's Hollow State Park, Hocking County, Ohio. Ed. Ohio State Univ. 326 pp.

## quelques descriptions
Larry Ronald Noblick travaille beaucoup sur la famille des Arecaceae. Il a déjà décrit un peu plus d'une quarantaine de palmiers dont un important travail sur le genre Butia :
- Butia catarinensis Noblick & Lorenzi
- Butia exospadix Noblick
- Butia lepidotispatha Noblick
- Butia leptospatha (Burret) Noblick
- Butia marmorii Noblick
- Butia matogrossensis Noblick & Lorenzi
- Butia odorata (Barb.Rodr.) Noblick
- Butia pubispatha Noblick & Lorenzi

mais aussi sur d'autres genres, entre autres :
- Bactris horridispatha Noblick ex A.J.Hend.
- Bactris soeiroana Noblick ex A.J.Hend.
- Coccothrinax viridescens Noblick & Street
- Geonoma littoralis Noblick & Lorenzi
- Syagrus allagopteroides Noblick & Lorenzi
- Syagrus angustifolia Noblick & Lorenzi
- Syagrus pimentae  Noblick
- Syagrus vermicularis Noblick

## Honneurs

### Eponymie
- (Arecaceae) Butia noblickii Deble, Marchiori, F.s.alVois & A.s.oliveira[4]

- (Melastomataceae) Microlicia noblickii (Wurdack) A.b.martins & Almeda[5]